# والتر اچ. بارکاس
والتر اچ بارکاس (انگلیسی: Walter H. Barkas؛ زاده ۱۹۱۲ درگذشته ۱۹۶۹) فیزیک‌دان اهل ایالات متحده آمریکا بود. او از سال ۱۹۶۹ استاد دانشگاه کالیفرنیا، ریورساید بود. او به همراه همکارانش تفاوت طیف میان مزونهای مثبت و منفی با انرژی داخلی برابر را کشف کرد و این اثر را با نشان دادن تفاوت نیروی بازدارنده میان ذراتی که بار مثبت یا منفی دریافت کرده‌اند، توصیف کرد؛ بنابراین این تفاوت اثر بارکاس یا بارکاس-اندرسن خوانده شد.
بارکاس از ۱۹۳۸ تا ۱۹۴۰ محقق مهمان مؤسسه مطالعات پیشرفته بود.